# Asia (provincie romană)

Provincia romană Asia.

Provincia romană Asia cuprindea Caria, Lidia, Misia, Frigia și Troada. Orașele erau numeroase: Pergam, Smirna, Efes, Milet... Deși regatul Pergamului fusese legat de Attalus al III-lea în 133 î.Hr., nu a fost organizat de Manius Aquilius decât în 129 î.Hr., după războiul provocat de revolta lui Eumene al III-lea (Aristonicos).
Sub Imperiu, devenită provincie senatorială, ea cunoaște o perioadă fastă.
Sub Dioclețian, a fost împărțită în șapte provincii: Asia, Insulele, Hellespont, Lidia, Caria, Frigia I și a II-a, toate sub autoritatea unui singur proconsul.
Sub Constantin cel Mare și succesorii săi, Provincia Asia a format trei dioceze:
- dioceza Asiei, împărțită în Hellespont (Misia), Lidia, Caria, Frigiile I și a II-a, Lycaonia, Pisidia, Pamfilia;
- dioceza regatului Pontului, împărțită în Bitinia, Honoria, Paphlagonia, Ponturile I și al II-lea, Cappadociile I și a II-a, Armeniile I și a II-a, Galatiile I și a II-a;
- dioceza din Orient, împărțită în Ciliciile I și a II-a, Osroene, Siriile I și a II-a, Feniciile I și a II-a, Palestinele I, a II-a și a III-a, Arabiile I și a II-a.

## Listă (parțială) a proconsulilor Asiei, sub Imperiu
- Caius Iunius Silanus (20-21)
- Manius Aemilius Lepidus (21-22)
- Marcus Aemilius Lepidus (26-27)
- Sextus Pompeius (27-29)
- Publius Petronius (29-35)
- Caius Asinius Pollio (37-38)
- Caius Calpurnius Aviola (37-38)
- Marcus Vinicius (38-39)
- Caius Cassius Longinus (40-41)
- Publius Cornelius Lentulus Scipio (41-42)
- Paullus Fabius Persicus (43-44)
- Publius Memmius Regulus (48-49)
- Gnaeus Domitius Corbulo (52-54)
- Marcus Iunius Silanus Torquatus (54-56)
- Tiberius Plautius Silvanus Aelianus (56-58)
- Lucius Vipstanus Poblicola (58-59)
- Lucius Salvius Otho (62-63)
- Lucius Antistius Vetus (63-64)
- Lucius Salvius Otho Titianus (64-65)
- Manius Acilius Aviola (65-66)

- Publius Cornelius Tacitus (Tacitus) (112-114)

## Legături externe
- en UNRV History